# Opus Magnum (игра)
Opus Magnum (от лат. magnum opus — великое делание) — компьютерная игра в жанре головоломки и игры для программистов, разработанная компанией Zachtronics. Выпущена в декабре 2017 года для Windows, Linux и macOS после двух месяцев раннего доступа. Игрок должен собирать машины из различных инструментов и запрограммировать эти инструменты на решение задач, связанных с алхимией. Игрок может составить любое рабочее решение каждой задачи, однако с помощью таблицы лидеров игроку бросается вызов составить машину, решающую задачу за кратчайшее время, с минимальной стоимостью материалов и/или занимающую наименьшую площадь. Игра основывается на The Codex of Alchemical Engineering, одной из первых Flash-игр Зака Барта, созданных до основания Zachtronics.

## Игровой процесс
Игрок в Opus Magnum берёт на себя роль алхимика, создающего необходимые продукты путём взаимодействия с атомами базовых алхимических элементов (таких как первоначальные вещества и неблагородные металлы), которое осуществляет создаваемая им машина трансмутации. Машина отображается на шестиугольной сетке, на которой игрок размещает различные манипуляторы и трансмутаторы. Манипуляторы представляют собой механические руки, способные вращаться вокруг оси, подбирать и бросать атомы, поворачивать подобранные структуры. Некоторые манипуляторы также могут втягивать и вытягивать руку или перемещаться вдоль рельса. Трансмутаторы могут создавать и уничтожать связи, превращать базовые элементы в «соль» или увеличивать стоимость неблагородных металлов с помощью ртути. Манипуляторы и трансмутаторы имеют стоимость, однако игрок не ограничивается в средствах, количестве манипуляторов или занимаемом им месте.
После размещения манипуляторов игрок должен обеспечить каждый манипулятор набором команд, который будет забирать атомы из мест ввода и перемещать требуемый законченный продукт в целевое место вывода; одна из первых головоломок демонстрирует, как можно превратить свинец в золото. У каждого манипулятора может быть своя программа, и все они будут запущены одновременно при запуске машины. Цель большинства головоломок — доставить заданное число продуктов, что требует тестирования работы машины в течение нескольких циклов. Если в процессе работы построенной машины произойдёт столкновение атомов, машина будет остановлена и игроку придётся скорректировать машину.
После того, как игрок успешно продемонстрирует, что построенная машина решает задачу головоломки, он увидит сравнительную оценку его машины с другими игроками по трём факторам: скорость работы, стоимость машины и занимаемая площадь. После этого игроку даётся возможность изменить своё решение, чтобы улучшить один из своих результатов. Работающие машины могут быть экспортированы в виде GIF-анимации для дальнейшей публикации в социальных сетях.
Структура игры насчитывает несколько глав, предлагающих игроку решить ряд головоломок, над которыми можно работать одновременно, однако все из них должны быть решены для перехода к следующей главе. Игра поддерживает Steam Workshop, что позволяет игрокам создавать собственные головоломки, однако загружать можно только те головоломки, для которых загружающий сможет доказать возможность решения.

## Разработка

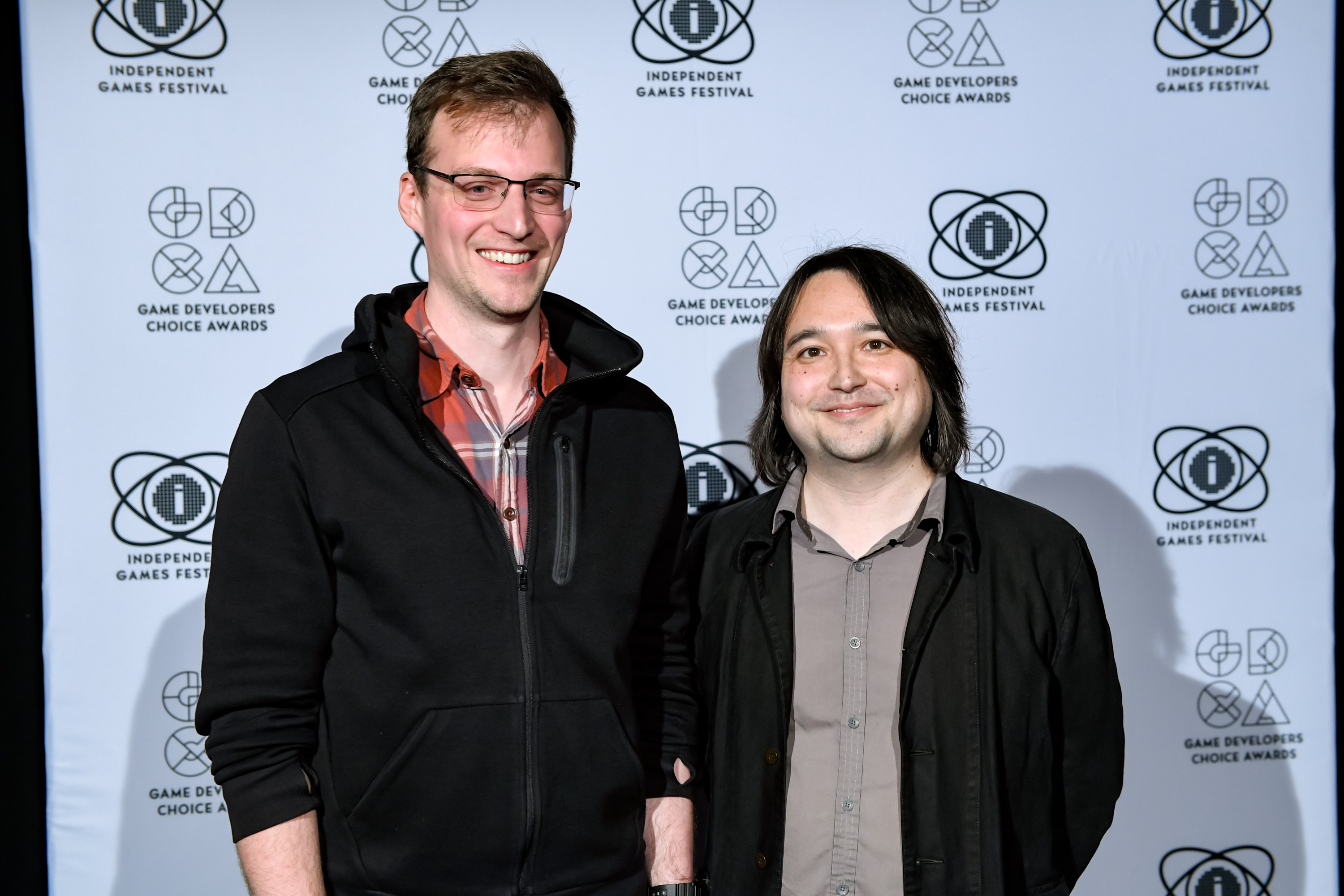
Зак Барт (слева) и Меттью Бёрнс на 2019 Game Developers Choice Awards

Зак Барт является основным разработчиком в Zachtronics и создал большое количество головоломок для программистов. Opus Magnum является обновлённой версией первой игры Барта, The Codex of Alchemical Engineering, браузерной игры на Adobe Flash, выпущенной в 2008 году. Codex стала достаточно популярной, чтобы Барт создал дополнение, также написанное на Flash и названное Magnum Opus Challenge. При разработке Opus Magnum Барт отвечал за программирование, а Меттью Бёрнс занимался написанием игровых диалогов и сочинением музыки. Их целью было создать историю, которая бы мотивировала игроков решать головоломки, но при этом они хотели избежать использования стимпанка, который был слишком очевидным решением для выбранной игровой механики.
Одной из задач, поставленных при разработке Opus Magnum, была разработка функции, позволяющей создавать GIF-изображения своих решений, чтобы делиться ими в интернете. Возможность записывать свои решения была реализована ещё в Infinifactory, хотя и накладывала некоторые ограничения на расположение элементов решения. Один из игроков записал зацикленное GIF-изображение одного из своих решений, которое показалось Барту и его команде удивительно приносящим удовольствие. Это сподвигло Барта сделать Opus Magnum в своей основе записываемым в виде GIF-изображений с бесшовно повторяемыми циклами, выглядящими привлекательно и не требующими от зрителя длительного изучения контекста для понимания изображаемого процесса.
Как и с несколькими предыдущими играми Барта, он решил выпустить практически завершённую версию игры в ранний доступ в Steam перед выпуском полной версии игры. Игра вышла в раннем доступе 19 октября 2017 года. Полная версия игры вышла 8 декабря 2017 года. Барт заявил, что хотя он обычно продавал свои игры не только в Steam, но и в GOG.com, Opus Magnum не будет продаваться в GOG по неназванным причинам. Согласно комментариям GOG, игра не прошла их внутреннюю систему контроля. Однако 31 января 2018 года GOG начал продавать Opus Magnum, объяснив смену решения просьбами фанатов, желавших купить игру через GOG.

## Награды
Игра была номинирована на награду «лучшая игра-головоломка» (англ. Best Puzzle Game) на церемонии награждения от IGN 2017 года, а также на премии «лучшая инди-игра» (англ. Best Indie Game) и «лучшая игра для ПК» (англ. Best PC Game) на 2018 Golden Joystick Awards. На IGF Awards Opus Magnum выиграла в номинации «превосходство дизайна» (англ. Excellence in Design) и была номинирована на Гран-при Шеймуса Макнэлли.

## Продажи
Летом 2018 года, благодаря уязвимости в защите Steam Web API, стало известно, что точное количество пользователей сервиса Steam, которые играли в игру хотя бы один раз, составляет 90 685 человек.